# コククジラ
コククジラ（克鯨、学名: Eschrichtius robustus）は、哺乳綱偶蹄目コククジラ科コククジラ属に分類されるヒゲクジラである。本種はかつては北半球の広範囲に分布したが、北大西洋では18世紀に絶滅し、北太平洋においてもアジア系個体群も一度は絶滅したか、または少数が生存しているという状況にある。

## 名称
日本語では、別名として「コクジラ」という表記が存在し、これらは「クジラとしては小柄」である点に由来するともされている。
また、古くには「稚児鯨」「青鷺」「シャレ」「シロサキ」などの呼称もみられ、捕鯨業者は「外見上の特徴」や「油の色」から「青鷺」と「シャレ」と「シロサキ」を使い分けて区分していたとされる。なお、噴火湾の一帯のアイヌ（内浦アイヌ）は「オシャカンゲフンベ」という呼称で本種を識別していた可能性がある。
韓国語では、民間伝承における超自然的な描写や、浅瀬でスパイホッピングなどの浮き沈みを繰り返す様から「鬼神鯨」または「幽霊鯨」という意味の呼称である「귀신고래」が通名として用いられている。
英語では、捕鯨時代には「悪魔の魚」とも呼ばれたが、これは人間による捕殺に抵抗し、とくに子供を守ろうとする母鯨が激しく暴れたことに由来するとされる。
18世紀までは北大西洋にも本種が生存しており、本種を指す英語での表記として「Scrag Whale」や「Scragg Whale」というものがみられた。
- スパイホッピングの様子。
- 「オシャカンゲフンベ」を含む鯨類に纏わるアイヌ語の地名の分布図。

## 分類

鮮新世のイタリア北部から発見されているコククジラ類の Glaucobalaena inopinata。

コククジラの系統については長らく議論されてきた。
上方へと湾曲した吻の形状からセミクジラ科と近縁であるとする意見も出される一方、祖先的な形態を留める事からケトテリウム科と近縁であるとする説もある。しかしSINEを使用した遺伝子解析においては、ナガスクジラ内の3系統と挿入パターンの矛盾が見られる。これは、祖先多系を保った状態のまま、急激に四つの系統に分化した事を示している。
これらのことから、コククジラの分類は見直される可能性が示唆され、2019年の分子系統解析では完全にナガスクジラ科に内包されることが明らかになった。
なお、比較的に知名度の高い近縁種としてアキシマクジラが存在する。

## 形態

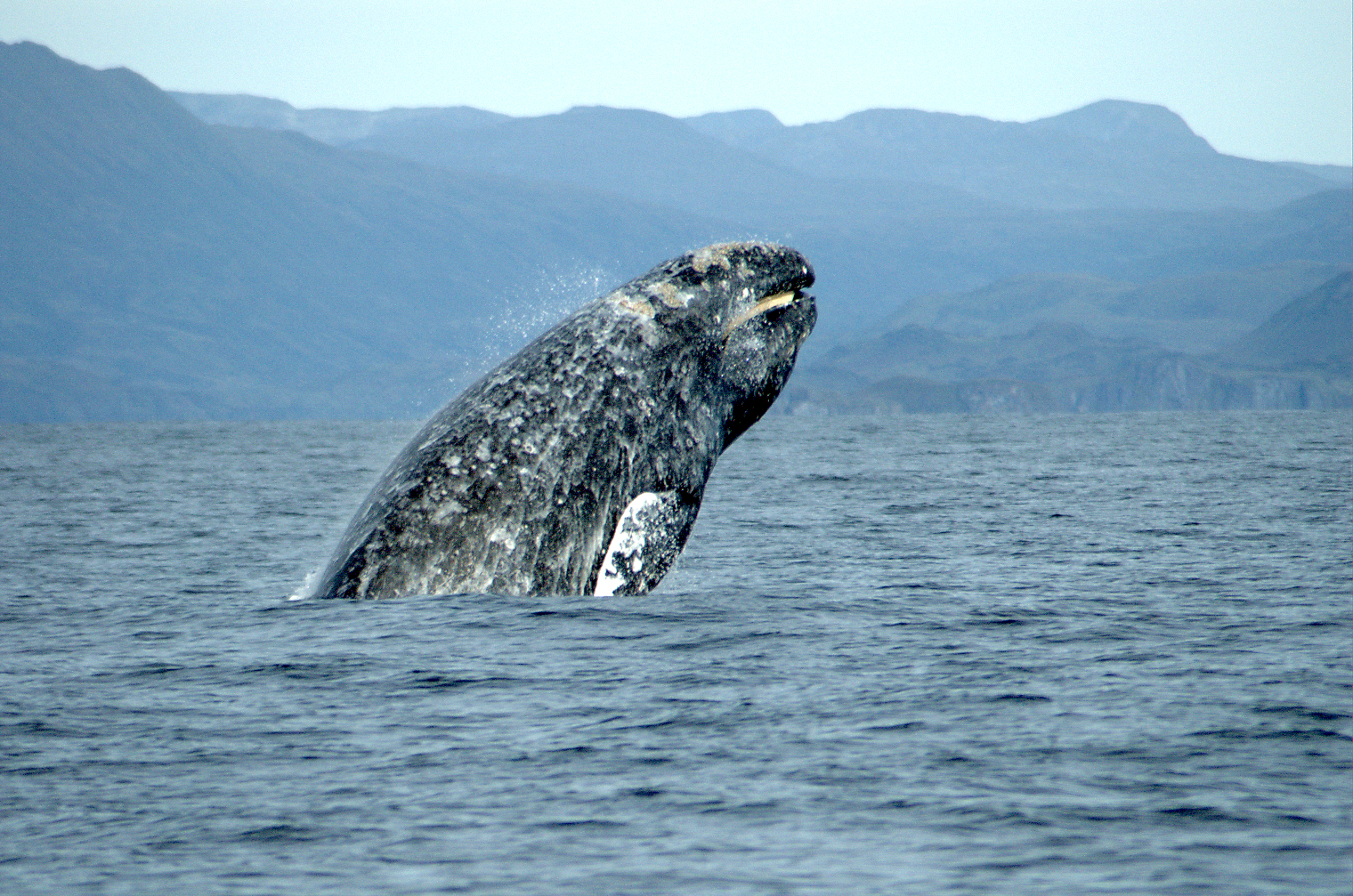
ブリーチング（ヘッドスラップ）

上記の通り、本種はヒゲクジラ類としては比較的に小柄な部類であり、成獣は体長が11 - 15.2メートル、体重は妊娠中のメスで最大になり、12 - 40トンの範囲である。
背鰭はないが、背から尾柄の背面にかけて複数の隆起がある。腹面に平行に入る細い溝（畝）はないが、下顎に2 - 4本の溝がある。体色は灰黒色で、不規則に灰色の斑紋が入る。皮膚の表面には、フジツボ類やクジラジラミ類が着床している個体が多い。
ヒゲクジラ類としては例外的に下顎よりも上顎の方が長いが、一方で採餌様式から下顎も発達している。口の中のクジラヒゲは左右に140 - 180枚ずつ存在する。
（人間の概念に当てはめれば）ほとんどの個体が「右利き」であり、採餌時に体を右側に傾けるために右側のクジラヒゲがより摩耗して短くなっている事例が多く、またそれに影響されて、フジツボなどの寄生生物の付着量も体の左右側のどちらか一方に偏向している傾向にある。
後述の北米沿岸に存在する「レジデント」は、より長距離の回遊を行う個体よりも概して小柄であり、また、頭骨や尾びれも小型化している。また、2024年に発表された調査結果ではこのグループが過去20-30年間で平均成熟体長が13％以上（1.65メートル）も小型化していることが判明している。

## 生態
ブローはハート型になる。

採餌方法の構図

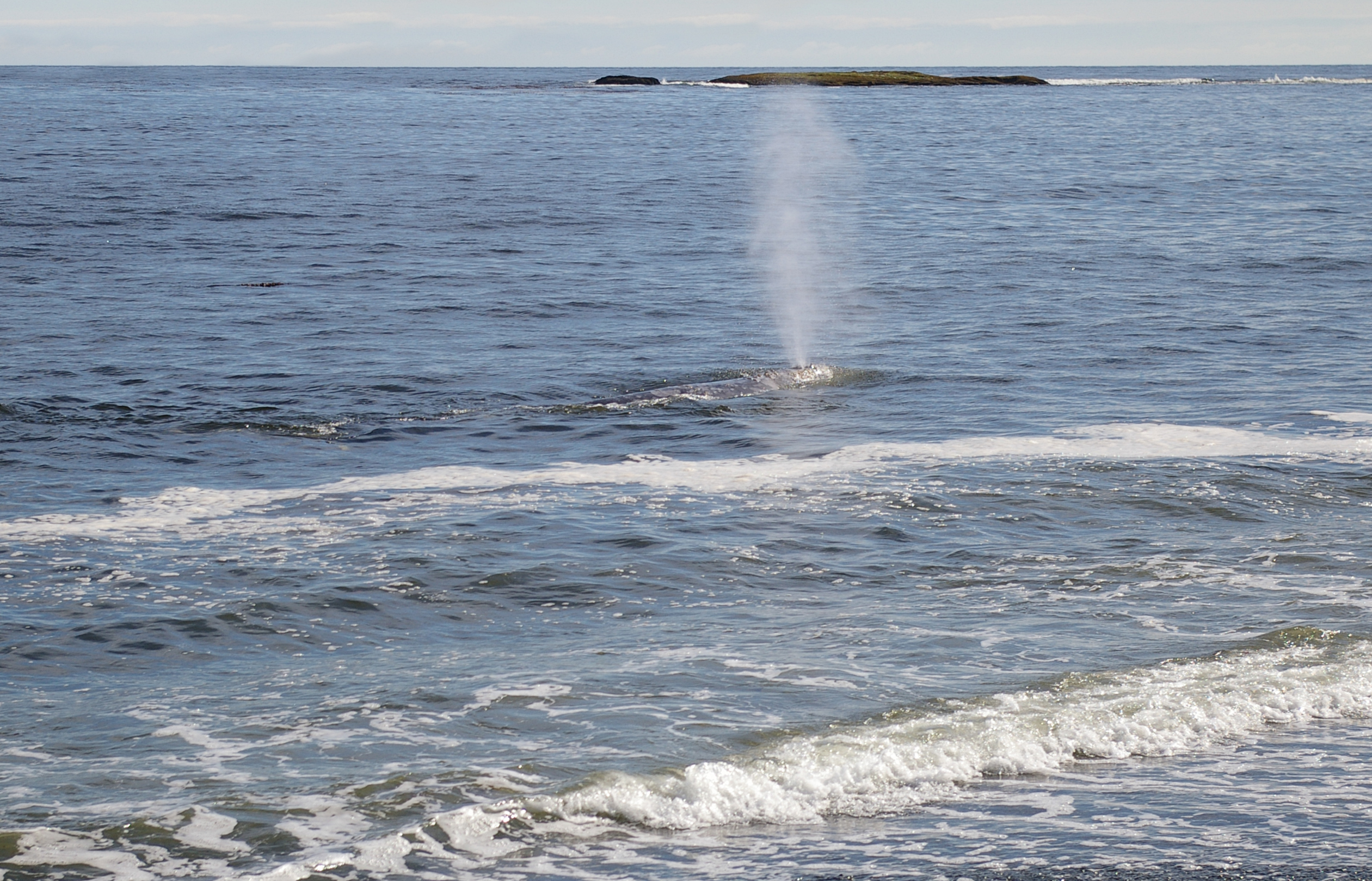
波打ち際や干潟などの浅瀬を好み、陸上からも頻繁に観察できる（ヌートカ湾）。

本種は現生のヒゲクジラ類では特に底生生物の採餌に特化しており、本種の沿岸性の強さの理由の一つにもなっている。海底の泥や砂ごと口に含み、底生生物を髭で濾しとって捕食する。上述の通り「右利き」の個体が多く、海底での採餌時の癖が各個体に定着しているため、フジツボなどの付着生物が頭部の片側に編重している事例が目立つ。通常はこれらの底生生物を主な餌とするが、後述の通り環境汚染や気候変動などの生息環境の悪化によって健康状態の悪化や餓死を中心とした大量死が何度か発生しており、底生生物の減少からかカタクチイワシ科などの通常は食糧としない小魚を捕食する事例が散見される様になった。
11月下旬から12月上旬に交尾を行う。妊娠期間は13か月。寿命は70年。セミクジラと同様に複数の雄が一頭の雌と交代で交配する繁殖形態を持ち、コククジラの場合は雌雄合わせて3頭の場合が多いとされる。
通常は外洋に出ることは少なく、浅い沿岸部を南北に往復し、年間2万キロメートル以上を回遊する。これは現生哺乳類の年間の通常の回遊距離としては（ザトウクジラと同様に）おそらく最長の部類とされている。
きわめて沿岸性が強く、水深が数メートルの浅瀬にも頻繁に現れ、干潟で採餌を行う事も少なくない。しかし、稀にではあるが河川を一ヶ月以上も遡上して死亡したり、街中の水路に入り込んでしまう事例も存在する。
セミクジラ・ホッキョククジラ・ザトウクジラ・ニタリクジラ（カツオクジラ）・ミンククジラなど他の沿岸性が強いヒゲクジラ類と共通する特徴としてブリーチング（ジャンプ）などの海面行動を活発に行ったり、人間に興味を示して積極的に接近する傾向がある。コククジラも人懐っこく好奇心が旺盛であり、陸上からも容易に観察できるためにホエールウォッチングの対象として人気であり（後述の通り、産業としてのホエールウォッチングは本種を対象として開始された）、人間とのスキンシップを積極的に行う事も知られている。
本種とザトウクジラとセミクジラ属とホッキョククジラ（「fight species」）は、シャチの襲撃に対して戦うことで抵抗する傾向が他のナガスクジラ科（「flight species」）よりも強いとされており、前者（「fight species」）は1500ヘルツ以上の音域で鳴くのに対して後者（「flight species」）は100ヘルツ以下の音域で鳴く。
上記の通り、英語では捕鯨時代に子供を守ろうと激しく抵抗する母親の様子から「悪魔の魚」と呼ばれるほどに親子の絆は強く、日本列島における古式捕鯨でも、主要な捕獲対象であった沿岸性のヒゲクジラ類（コククジラ、セミクジラ、ザトウクジラ）に対する捕獲方法として、子供を先に捕殺するまたは重傷を与え、子供を庇って盾になろうとする親ごと親子を捕獲したり、一度は逃げたが子供への情のために戻ってきたり子供の死骸から離れない親鯨も同時に捕獲するというものが存在した。北海道の噴火湾の一帯のアイヌも、本種の可能性のある鯨種を「危険な鯨」と見なしていたとされる。この他にも、シーワールド サンディエゴ（英語版）で飼育された個体の一頭である「ギギ2」の捕獲時にも、「ギギ2」の母親が暴れてボートを攻撃したとされている。
1998年にカリフォルニア州で2頭のコククジラがセミクジラに対する攻撃行動を示し、過去から現在に至るまでヒゲクジラ種間で観察された唯一の攻撃行動例とされているが、この時に他の十頭前後のコククジラはセミクジラに攻撃行動を取らず、その中の6頭は共に遊泳していた。また、2012年にもサハリンの浅瀬でコククジラの群れと遊泳するセミクジラが確認されている。

## 天敵

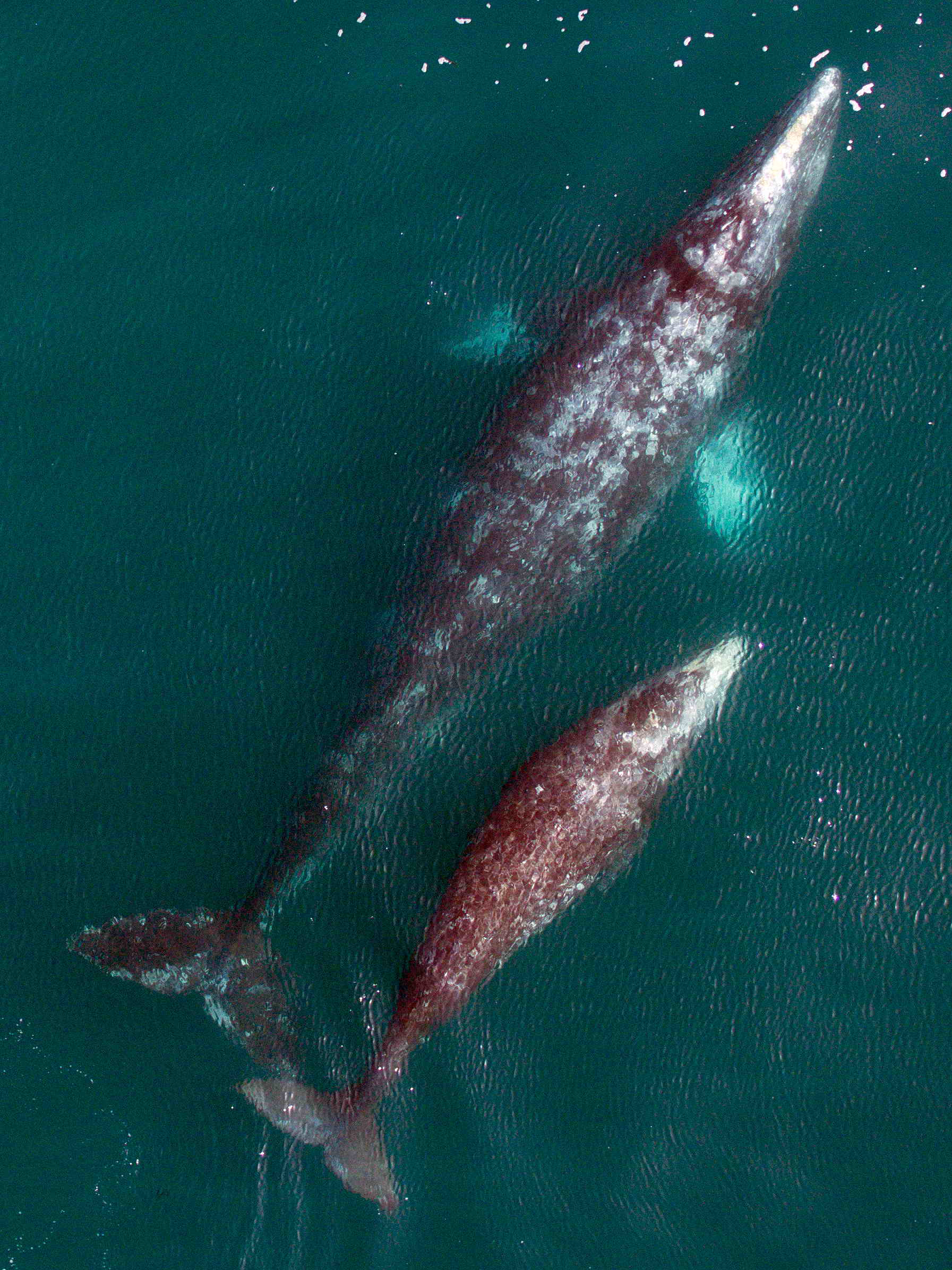
子鯨はシャチやホオジロザメに狙われることがある。

自然界における人間以外の主な天敵はシャチであり、他の大型鯨類同様に通常は子鯨や弱った個体が狙われやすい。コククジラに限った話ではないが、絶滅危惧種にとってシャチの襲撃は脅威であり、2009年の時点で本種のアジア系個体群の全個体の約44%にシャチによる襲撃痕が確認されており、確認されている中では現在のヒゲクジラ類においてもっともシャチからの影響が重圧的である事例とされている。
他の大型鯨類への襲撃と同様に、シャチは集団で対象を狙うが、子鯨を狙っても母鯨の抵抗にあうため、捕食は容易ではない。しかし、稀には健康な成獣が襲撃されることもあり、2023年にはモントレー湾にて30頭のシャチの群れが2頭の成獣を約6時間にわたって攻撃しつづけ、2025年にはメキシコで20頭のシャチが1頭の成獣を標的としたが、いずれの場合も捕食は失敗に終わっている。また、上記の通りに本種もシャチに対して戦うことで抵抗する「fight species」の一種であり、戦わずに逃げる傾向が強い「flight species」とは発声音域も明確に異なる。
なお、ザトウクジラはシャチの狩りを積極的に妨害して他の生物を守ることが確認されており、2012年の観察以降、シャチによるコククジラの狩りや殺害後の捕食を妨害した観察例が複数回報告されている。

## 分布

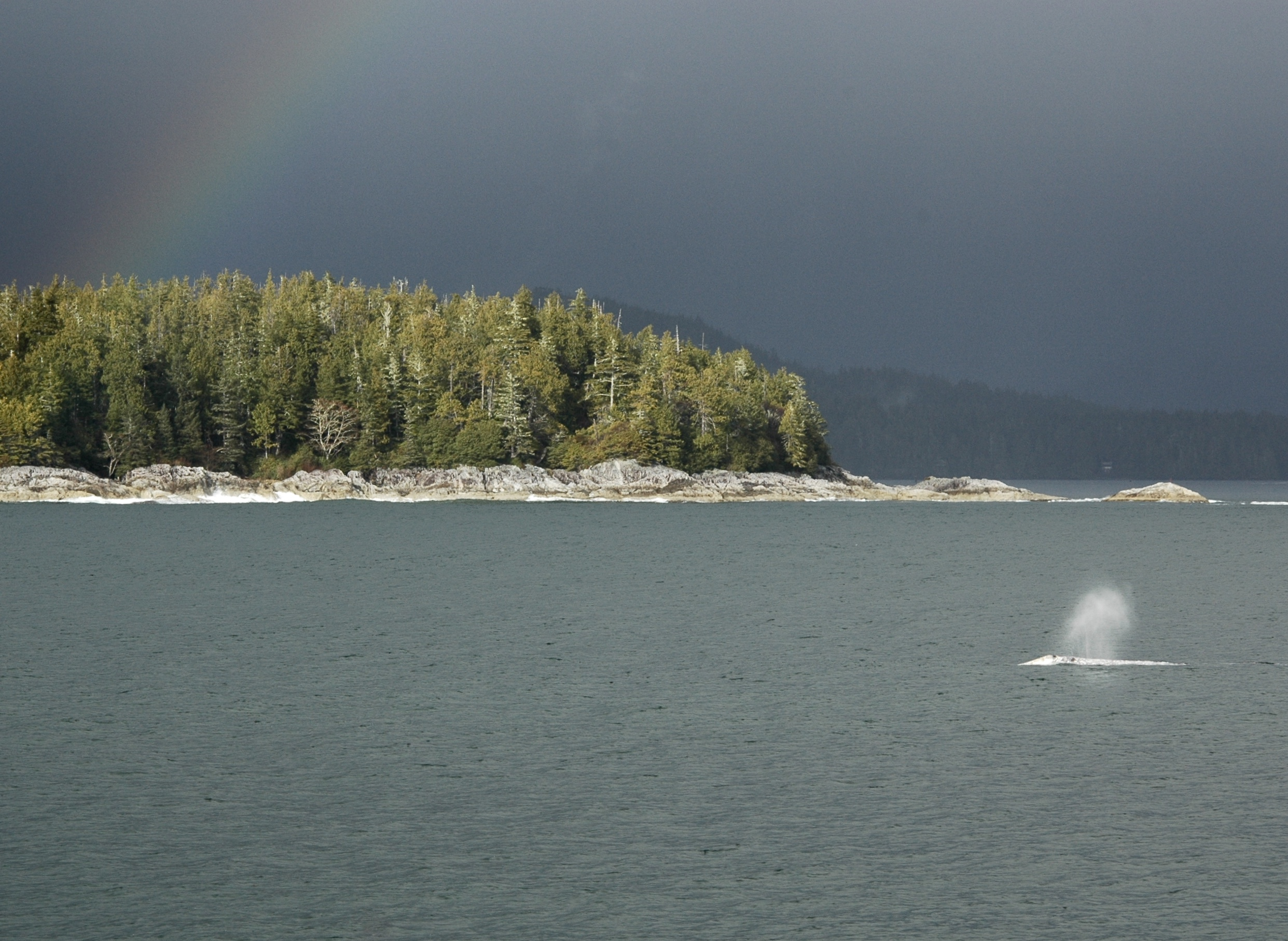
夏季の回遊（クラークワット海峡）

現在生存している北太平洋のコククジラは、アジア側の沿岸を回遊する西の系統（ニシコククジラ）と、北米側の沿岸を回遊する東の系統とに分かれる。北太平洋では、メキシコからカナダに至る北米大陸からアリューシャン列島を経て、ロシアからベトナムに至る東アジアの沿岸などに分布する。以前は北大西洋にも分布していた。
基本的には大陸の沿岸に多いが、沖合や海洋島でも確認される事があり、東シナ海の沖合や青ヶ島やハワイ諸島などの比較的沿岸から距離が離れている島々でも目撃されている。
上記の通り、オホーツク海から中華人民共和国の南部沿岸やベトナムにかけて分布する（していた）個体群（ニシコククジラ）と、チュコト半島からカリフォルニア湾や北米大陸側のメキシコの沿岸にかけて分布する個体群に分かれる。
なお、北米大陸の北太平洋岸からは鮮新世の化石が出土していない事から、現生種のコククジラはアジアで誕生した可能性が指摘されている。

### 北米

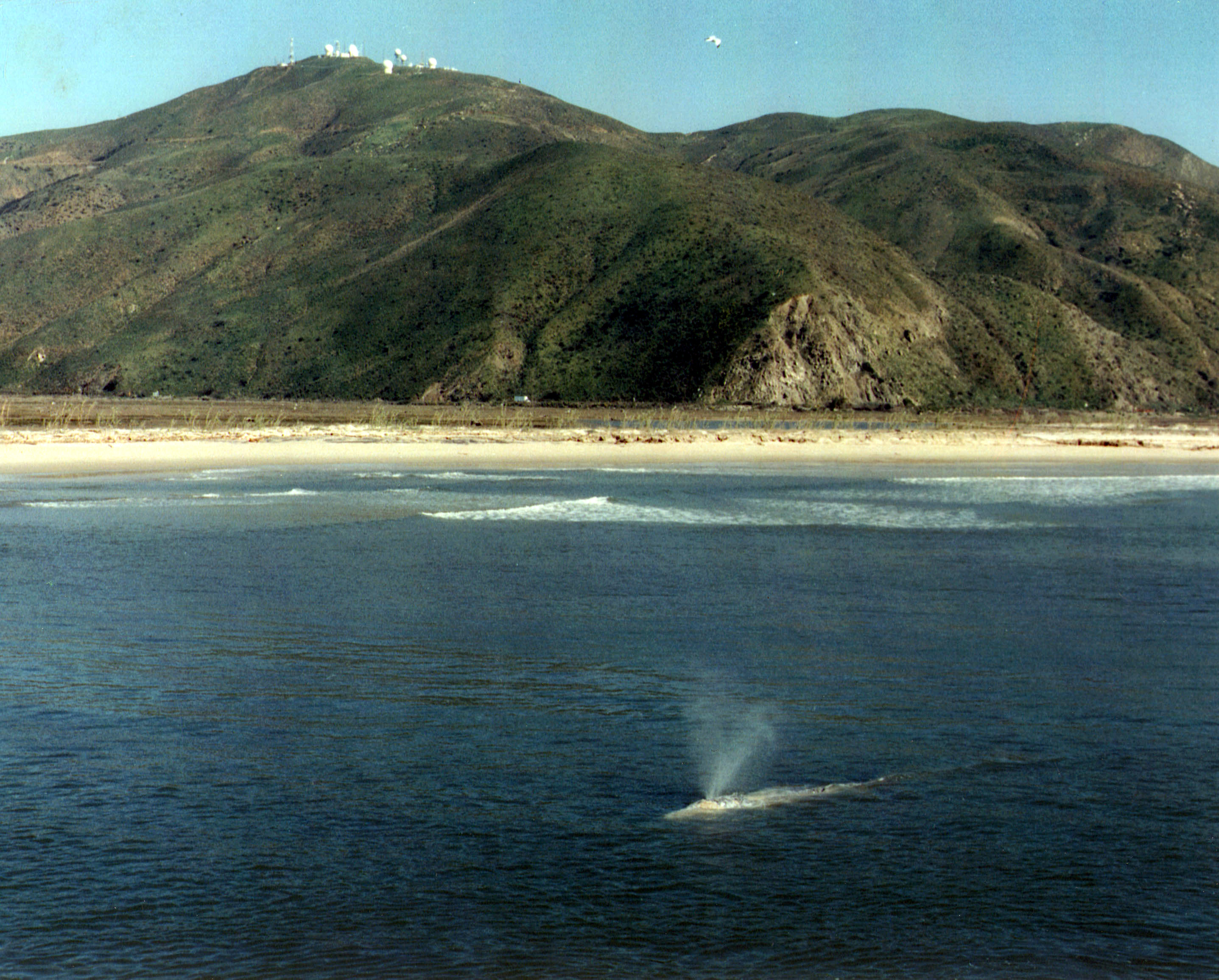
冬季の回遊（ロサンゼルス郡）

東の系統は、北米大陸やバンクーバー島やウランゲリ島やチュクチ自治管区などで採餌し、カリフォルニア州とメキシコの沿岸を繁殖場としている。
カリフォルニア州からアラスカ州の南東部にかけて、小柄で他の大多数と異なり大規模な回遊を行わない「レジデント」が 200 - 300頭前後存在し、「PCFG」として知られている。これらの中には、バンクーバー島やピュージェット湾の沿岸で、北方への回遊の途中で3-5月まで滞在する少数の個体が存在し、通称「サウンダーズ」と呼ばれている。
以前はコルテス海や大陸側のメキシコの沿岸にも定期的に回遊しており、1980年代までは2つの繁殖海域がソノラ州とシナロア州に存在したが、おそらくは人間による開発の影響で放棄されたとみられている。
2010年にはエルサルバドルにて死骸が発見され、中央アメリカにおける初の記録となった。

### アジア

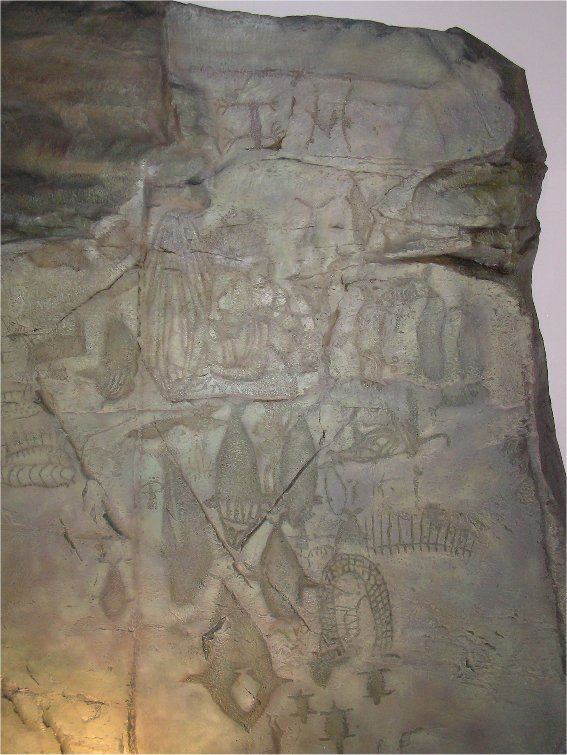
盤亀台岩刻画には、本種やセミクジラを含めた古代の朝鮮半島の沿岸に回遊していたと思わしい鯨類相の一部が描写されている。

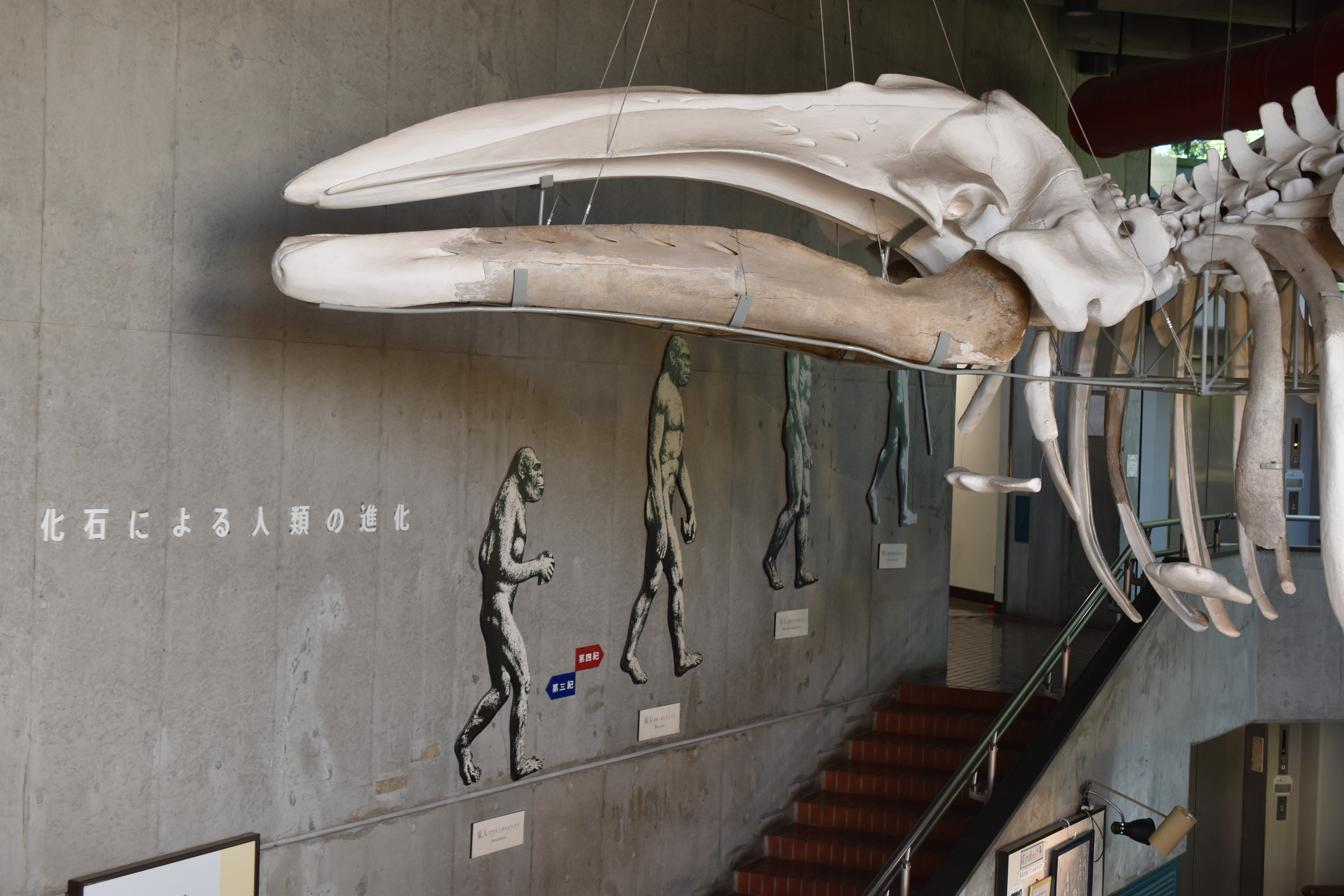
1958年に市川市で発見されて市川市立市川考古博物館に展示されている骨格標本。縄文時代にも本種が東京湾に回遊していた可能性を示唆させる記録とされている。

西の系統は、過去の記録から推測すると夏はオホーツク海や黄海・渤海などで過ごし、冬に朝鮮半島や日本列島、中国大陸の広東省や海南島などの沿岸で繁殖し、春と秋の回遊時には、朝鮮半島近海から日本列島を通過していたとみられる。
かつては東京湾や瀬戸内海なども含め、東アジア圏沿岸のほぼ全土が生息域であった。済州島、黄海・渤海、中国南部に繁殖海域が存在したと思われる。南西諸島や台湾に越冬海域が存在したかは未確認であるが、完新世に該当する化石が台湾と澎湖諸島の付近から発見されていたり、トンキン湾や青ヶ島やハワイ諸島や東シナ海の沖合など、既存の分布外での確認も散見されることから、南西諸島や台湾も通常の分布域に含まれていた可能性があるだけでなく、バブヤン諸島などのフィリピン国内等にも到達した可能性もある。
アジア系個体群に現在のバンクーバー島やピュージェット湾に見られる夏季の地方滞在群が存在したか否かに関しても不明であるが、渤海や黄海から中国南部にかけて年間を通して棲息していた可能性は示唆されている。
捕鯨以前は日本列島の沿岸にも数多く、北海道ではセミクジラやツチクジラなどと同様に一種の風物詩とされるほどよく見られ、とくに採餌海域が到達していた可能性がある北海道全域や本州や九州の北部、土佐湾などは捕獲上の統計的に見ても数が多かったとされる。北海道北東部、陸奥湾、伊豆半島周辺、丹後半島、周防灘、鳥取砂丘沿い、有明海などにも本種に適した自然環境が存在する。かつて、日本列島の日本海沿岸は本種の分布には当てはまらないとされてきたが、少数の目撃や混獲等の記録が存在する事から覆された。大村秀雄は祝島や小野田市沿岸や別府湾などの瀬戸内海および豊後水道が本種の繁殖海域であったとする説を発表しており、広島県三原市の二つの無人島からなる「鯨島に回遊していた鯨種を本種だと推定する説もあるが、これらの説を科学的に支持する資料は少数の捕獲記録以外には存在しないために検証が必要である。
これまで日本では、大隅半島以南および南西諸島など東シナ海での確認は考古学的検証や記録からも発見された事はなかったが、上記の通り東シナ海のかなりの沖合で音響調査によって遊泳している事が判明している。近年、未確認の目撃例がトカラ列島および宮古島であったが、過去、このような記録がこれまで一切存在しなかった理由は謎である。

### 大西洋と南半球
一度は絶滅した北大西洋では、本来は北米大陸側ではカナダからメキシコ湾、ヨーロッパ側ではアイスランドやスカンジナビア半島やブリテン諸島から地中海やサハラ砂漠の沿岸にかけて分布していたと思われる。
ハドソン湾やバルト海やパムリコ湾などの閉鎖的海域を含め、フロリダ半島、ワッデン海、地中海、西サハラなどに至る北大西洋の東西の広範囲に分布していた。化石や骨などの遺伝子情報の解析の結果、更新世から完新世にかけて、気候変動に伴うベーリング海峡の開通により、太平洋から大西洋への数度の「移住」があったと推測されている。
おそらく18世紀に絶滅したとされている。
本種を対象とした捕鯨が、大西洋でいつ頃からどの程度の規模が行われていたのかは不明であるが、ローマ帝国によるジブラルタル海峡での狩猟や中世のオランダとフランデレン地域などの捕鯨業により、本種とタイセイヨウセミクジラが地中海や北海やイギリス海峡などから消え去ったという説も提唱されている。その後の調査でも、この2種がとくに重点的に中世ヨーロッパで捕獲対象になっていたことが判明している
しかし、1980年代にボフォート海での目撃が複数寄せられ、2010年代にもラプテフ海やノヴォシビルスク諸島やゼムリャフランツァヨシファにて目撃されている。
そして、2010年以降、太平洋由来と思われる個体が何度か大西洋や南半球で確認されている。地球温暖化によって極地の海氷が減少し、大洋間の行き来が可能になったためと推測されている。
- 2010年の5月に、一頭がイスラエルの沿岸で目撃され、大西洋・地中海における数百年ぶりの確認となった。その後、スペインのバルセロナの沿岸で同じ個体が目撃された[84][85]。
- 2013年に、2010年の個体とは別の個体がナミビアのウォルビスベイに短期間滞在し、南半球における初の記録となった[86]。
- 2021年3月にモロッコの首都のラバトの沿岸で未成熟の個体が観察され、後に同じ個体が地中海に入り込み、アルジェリア、イタリア、スペイン、フランスなどの沿岸で4月まで繰り返し目撃された。この個体は「Ponza」と名付けられた[87][88][89]。
- 2023年12月に、アメリカ合衆国・フロリダ州のサニー・アイルズ・ビーチ（英語版）の沖にて1頭の健康的な個体が観察され、北米側の北大西洋では数百年ぶりの確認となった[90]。その後、2024年3月にマサチューセッツ州・ナンタケット島の沖を遊泳する個体が観察され、フロリダ州で観察された個体と同じだと推測されている[91]。

2005年に、北米側の個体群から50頭前後を空輸して、アイリッシュ海などを中心に大西洋に再導入する計画が持ち上がったが、2023年時点で実行される予定はない。

## 個体数

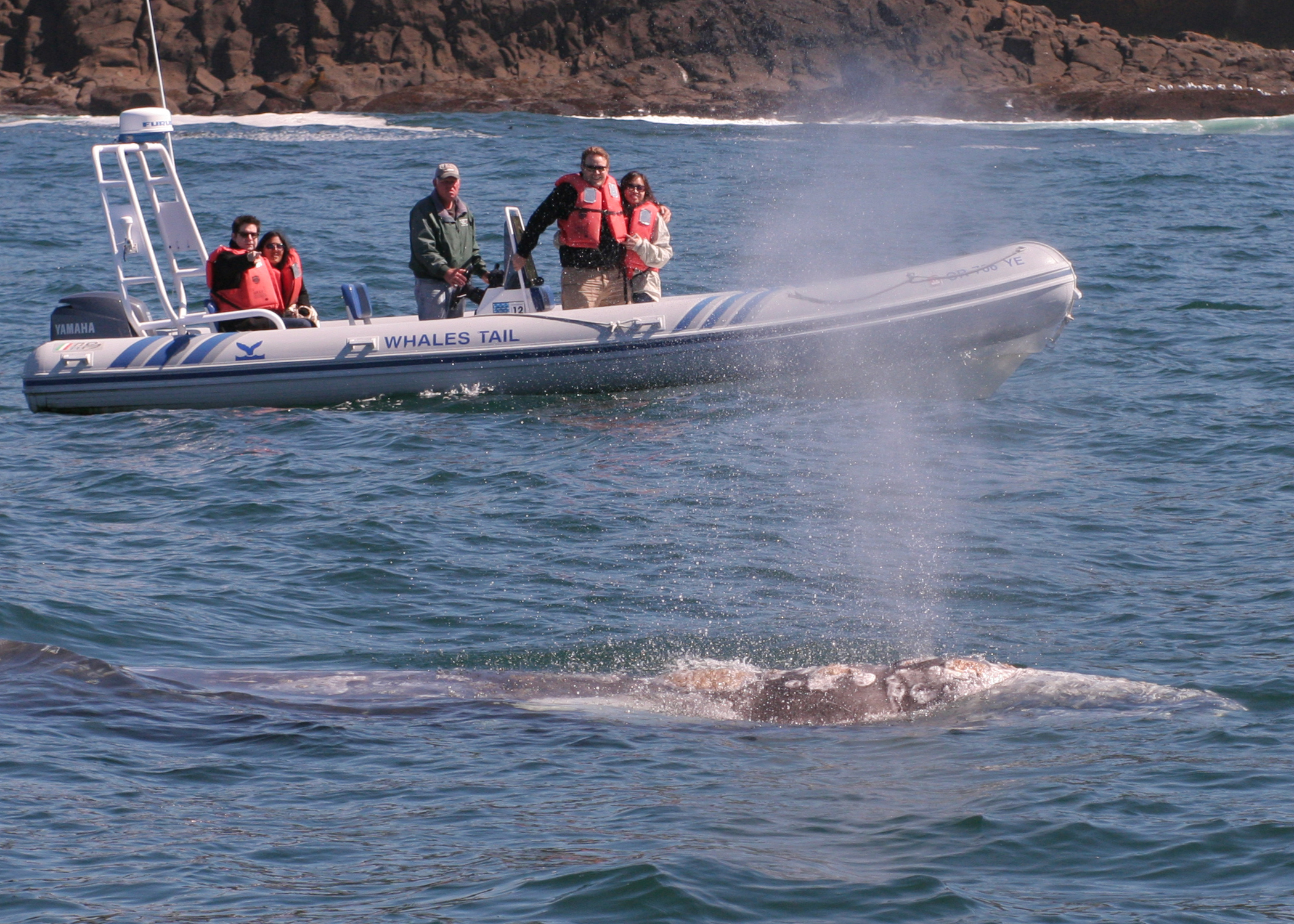
個体数が回復傾向にある北米側では、ホエールウォッチングが人気である（デポー・ベイ）。

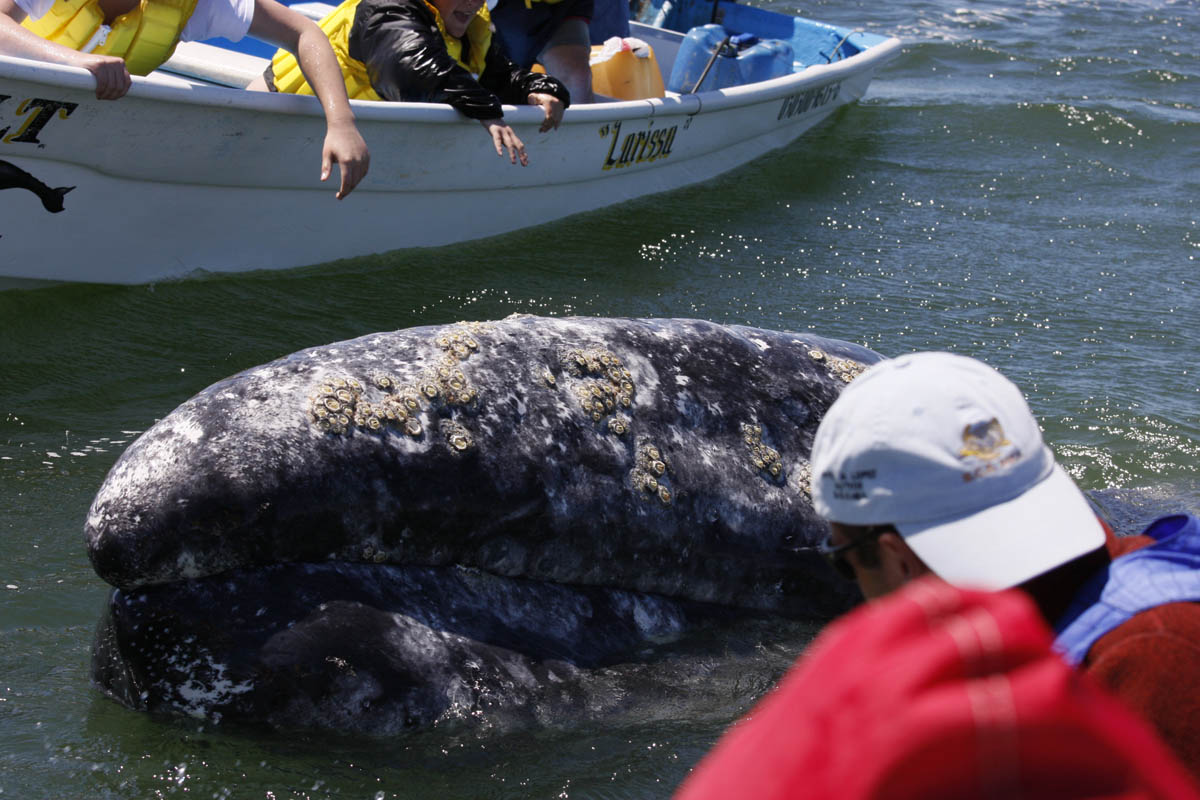
世界自然遺産のエル・ビスカイノ生物圏保護区にて。

かつては北半球全域に生息していた。沿岸性であり、和名の由来通り「クジラ」としてはさほど巨大でなかったことから、古くから捕鯨の対象とされてきたが、特に近世になってからは乱獲により急速に個体数が減少させられた。北大西洋の個体群は18世紀ごろまでに絶滅し、北太平洋においても激減した。
1975年のワシントン条約の発効時から、ワシントン条約附属書Iに掲載されている。北太平洋では北米大陸側の個体群に関してはその後の捕鯨禁止が功を奏し、直近の絶滅の懸念が無くなる程に回復してきているが、後述の通り生息環境の悪化によって大量死が複数回発生している。また、東アジア沿岸の個体群は一時は絶滅したと判断される程に減少が著しく、現在の残存数はわずか100-150頭と危機的な状況にある。数値統計上、アジア系個体群は実質的に日本の捕鯨業によって壊滅した。沿岸の開発の影響も受けやすく、アジア系個体群にとってはサハリン北部で行われているロシアの油田開発事業「サハリン2」による影響がとくに懸念されている。
保護活動の結果、北米大陸側の個体群は一時期は28,000頭前後まで回復したが、人間活動との軋轢によって死亡する個体だけでなく、人類の影響による環境破壊と環境収容力の低下から小型化したり餓死する個体が増え、2023年もふくめて何度かの大量死が発生しており、これらの複数回の大量死によって14,000～16,000頭前後まで個体数が激減し、最大で50%以上が死亡したとされ、2025年時点の推定個体数が11,700 - 14,500頭までに低下している。この様な生息環境の悪化による北太平洋での大量死はザトウクジラにも発生しており、2013年から2021年にかけて北太平洋で7,000頭以上のザトウクジラが餓死したと推測されている。
本種が人類によって減少する以前の生息数には諸説あるが、遺伝子座などを利用した測定の結果、76,000頭から118,000頭という範囲で推定されており、いずれにしても現在の生息数（11,700 - 14,500頭前後）よりも遥かに多く生息していたことが示唆されている。また、環境収容力の推定ではさらに多くが生息していた可能性も指摘されており、生息環境のデータが得られた地域に限定しても北太平洋だけで最大で約173,000頭の生息が可能であり、データが得られなかった北太平洋の他の地域も合わせればこれ以上になった可能性がある。さらに、この推定には北大西洋の環境収容力の推定値は含まれていない。

### アジア系個体群の動向

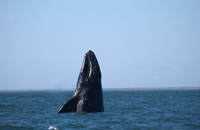
アジア系個体群の一頭と思われる個体（サハリン）。サハリン北東部の海岸は回遊経路であるカムチャッカ半島を除けば現在のアジア系個体群が安定して利用している唯一の地域であるが、サハリン2などの人間活動と生息域の重複が懸念要素の一つになっている。

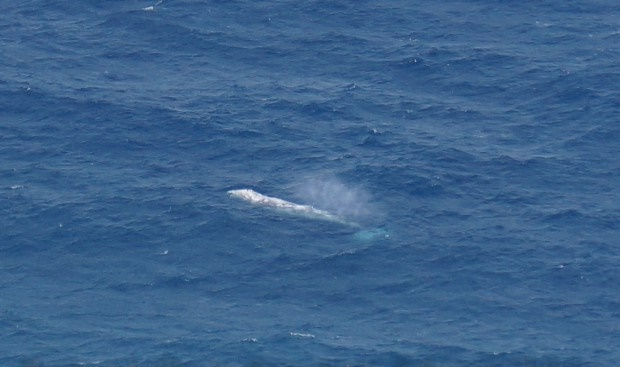
2017年3月に青ヶ島で観察された個体。2018年の2月-3月にも同島で確認された。

アジア系の個体群（ニシコククジラ）は、日本列島における古式捕鯨の他にも、ユーラシア大陸における日本（大日本帝国）由来の商業捕鯨によって大量に捕獲されて壊滅したとされており、その際に本種がもっとも捕獲されていたのは朝鮮半島だった。
朝鮮半島で日本の捕鯨業者によって捕獲された個体を測定した結果、胸ビレやヒゲ板、頭部のプロポーション等に北米系とは異なる特徴が見られたとされる。アジア系の個体数は、捕鯨以前の規模ですら北米系統よりは遥かに少なかったとする説が存在する。その一方で、生息環境のデータなどから分析・推定された東アジア圏の環境収容力は、データが限定されていながらも、日本列島やサハリンの南半分、千島列島などだけでも66,000頭以上とされており、これだけでも判明している限りは北太平洋全体の環境収容力の4割に達しており、データが得られなかった他の地域も合わせればこれ以上の個体数の生息が可能だったとされている。
現存するニシコククジラの何割が、純粋なアジア系の生き残りなのか北米系の個体群に由来しているのか、それとも両群の交配に由来するのかは不明である。混獲された個体や漂着個体などを解剖した結果、近年に中国や日本の沿岸に出現してきた個体は北米側の個体群に由来する可能性および本来のアジア系群が実質的に絶滅した可能性も指摘されている。また、個体数が激減したことによる近親交配の増加と遺伝的多様性の低下による悪影響も懸念されている。
なお、カムチャッカ半島の東岸などでは北米由来の個体が度々確認されてきたが、2010年以降、ニシコククジラの唯一の安定した生息域であるサハリンの北西部からカリフォルニア半島への回遊をする個体が複数存在すると判明しており、サハリンにおける個体数が急速に増加していることからも、近年の「アジア系」とされてきた個体には、北米の個体群に由来する個体が含まれている可能性が示唆されている。しかし、本種を対象とした生存捕鯨が行われているカムチャッカ半島の北に位置するチュクチ自治管区に、アジア系の個体が回遊している可能性の有無などに関しては未知数である。
韓国および中国では、国家指定の保護動物に指定されてきたが、近年の同種の確立された回遊を示す情報は存在しない。大韓民国では、大韓民国指定天然記念物にも「蔚山のコククジラ廻遊海面（英語版）」が登録されており、懸賞金を付与する形式で目撃情報も募集されているが、1977年に蔚山広域市沖で2頭が目撃されて以降は確実な記録が存在していない。しかし、2015年には三陟市で本種と思われるクジラの目撃が報告されている。
中国では、1933年から24件の記録が存在し、最新の事例は1996年に黄海の大連市・荘河市に座礁した雌の成獣と、2011年の台湾海峡の平潭県での雌の成獣の混獲である。ベトナムでは、1994年にハロン湾でサメと間違えられて殺された個体が、山田格などの協力の結果、コククジラと断定され、本種のベトナムでの分布を示す初の証拠となった。
絶滅していたと思われていたが、アジア系では初の水中撮影が1993年に伊豆大島で行われた。この時の撮影は、同種の採餌行動を水中で鮮明に捉えたものでも世界初であった。伊勢湾・三河湾では1980年代より3度生存個体が確認されており、数ヶ月にわたる定着行動も見られた。また、2010年に伊良湖岬近くの田原市赤羽根町沖で確認された若年個体が2012年に湾内に滞在していた事と判明し、アジア圏では初の定期的な回遊の記録となった。2009年に尾鷲沖で観察された幼鯨も同一の可能性がある。
日本海では、2014年に新潟県長岡市の沿岸で確認され、捕鯨時代以降、生存個体では日本初の記録である。さらに翌2015年3月~4月にも長岡市と胎内市沿岸での出現が確認され、同時にこの個体が前年に長岡市で出現した個体と同一であることも確認された。また、2019年3月~6月には福井県と石川県の沿岸海域でも1個体が確認され、本種が日本海側中央部沿岸を採餌も兼ねた回遊ルートにしている可能性がある。
その他の注目すべき事例として、1982年に宗谷海峡で14頭が目撃され（1987年にも2頭目撃されている）、1989年には沿海地方で17-18頭の目撃がある（1987年にも2頭の目撃がある）。
2011年にはアメリカ海軍の音響調査によって、東シナ海の沖合で、約2時間で最大11頭に匹敵する鳴き声が録音されている。

#### 人為的な脅威

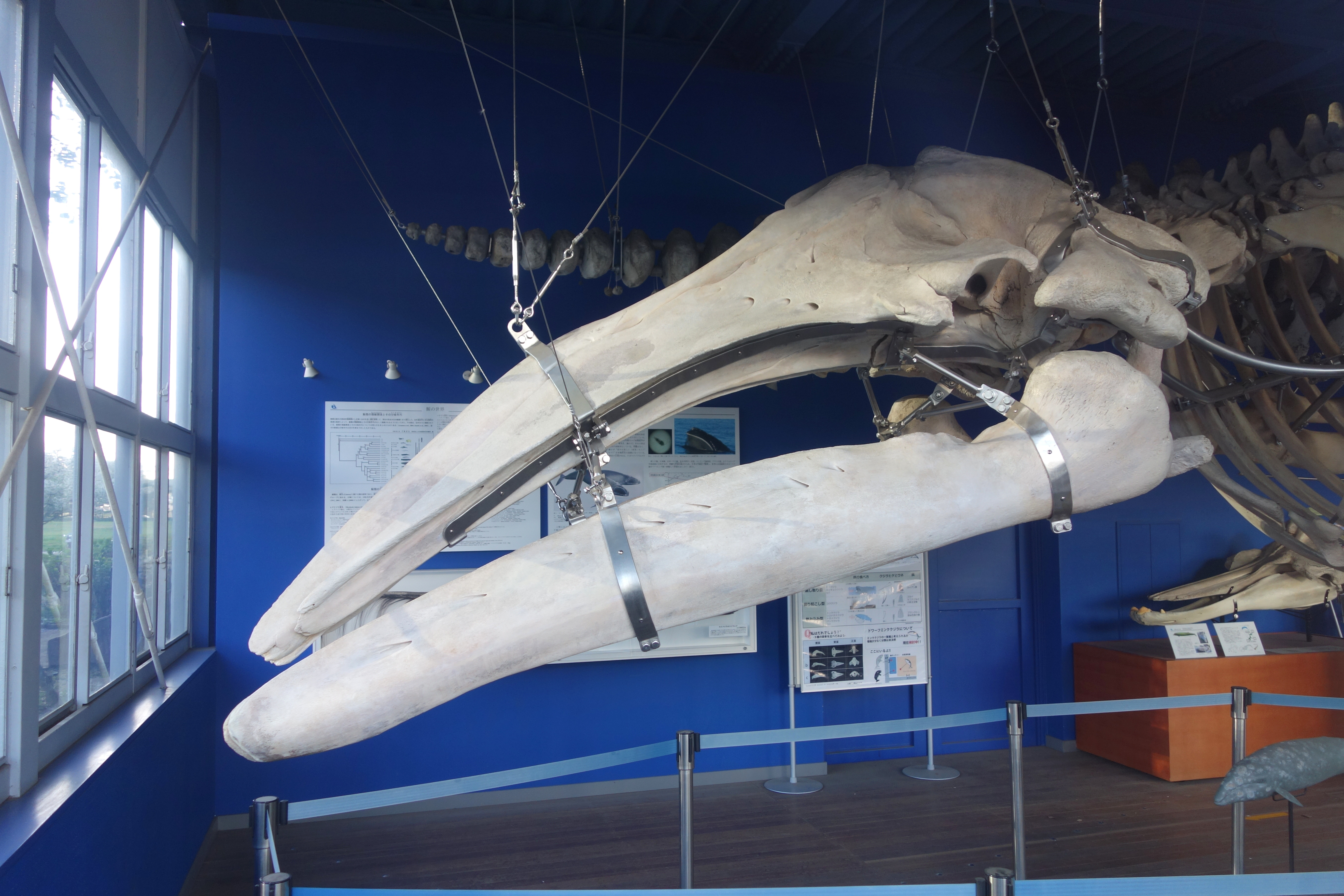
東京海洋大学に調査捕鯨で捕獲されたセミクジラと共に展示されている唯一のアジア系の雌の骨格標本も、2005年に宮城県の江島で混獲された親子に由来する。

本種は現代のアジアでは同種の確認は他の多くの大型種のヒゲクジラ類と同様に非常に稀である。沿岸性が強いために人間による社会活動の悪影響を受けやすく、下記の通りに混獲や船舶との衝突を中心とした多くの懸念要素に晒されている。日本では近年になるまで保護対象に指定されることもなく、積極的な保護対策は取られずにきた。結果として、2000年代には東京湾に迷入した個体や親子を含む雌4頭が定置網で混獲されて犠牲になった。また、ユーラシア大陸側の東アジア（中華人民共和国）における最新の記録も、2011年に台湾海峡で発生した混獲であった。
この他にも、1996には北海道の寿都郡で密猟されたと思われる死体が発見され、2020年に網走市の能取湖付近で発見された骨には人為的な刺し傷が確認されている。また、日本国内の市場から同種や他の絶滅危惧種の肉が発見された事もある。
例外的な例としてベトナムでの初確認となった1994年の事例があり、この個体はハロン湾にてサメと誤認されて殺害されている。

## 人間との関係
商業捕鯨の禁止後は、人類による主だった脅威は少数民族による生存捕鯨、定置網への混獲、船舶との衝突、騒音、ゴミの誤飲、環境開発や環境汚染や地球温暖化などとそれらによる餌や生息環境の減少と悪化、などが挙げられているが、これらの他にも日本国内にて密猟と思わしき事例や人為的な損傷を受けた可能性のある個体が記録されてきたり、日本国内の市場から本種の肉が複数回発見されたこともある。また、日本などでは「混獲」と称した疑似的な捕鯨によって絶滅危惧種が標的にされる危険性も存在し、日本国内では混獲による死亡事例が相次いできた。上記の密猟に関しても、本種だけでなくセミクジラやシロナガスクジラなどの他の絶滅危惧種も日本において密猟の対象にされる懸念が存在する。また、日本では捕鯨問題はナショナリズムを刺激し国威発揚に使われるなど政治的な側面が顕著であり、本種もふくめた絶滅危惧種の鯨類の管轄も環境省ではなく農林水産省の範疇にあり、国内の自然保護の界隈でも鯨類などの保護は外国の思想の受け売りとみなされるなど軽視されてきた。
なお、後述の通り現在確認されている「アジア系個体群」はカムチャッカ半島を経由して北米大陸にも回遊していることが判明しているため、チュクチ自治管区やワシントン州などで行われている原住民（マカ族）による「生存捕鯨」に絶滅危惧のアジア系個体群が影響を受ける可能性の有無については明らかになっていない。また、マカ族による「生存捕鯨」の再開の当初の主目的には日本への鯨肉の販売が関係していた。
この他にも、日本の国内で顕著に見られた風潮である「鯨害獣論（鯨食害論）」は理論的正当性について国内外から様々な批判を受けており、2009年6月の国際捕鯨委員会の年次会合にて、当時の日本政府代表代理（森下丈二水産庁参事官）が鯨類による漁業被害（害獣論）を撤回している。さらに、捕鯨を中心とした人間の活動によって本種を含めた大型鯨類の個体数が激減したことが海洋生態系の生産力に悪影響を与えた可能性も指摘されている。捕鯨問題#益獣論も参照。

### ホエールウォッチング

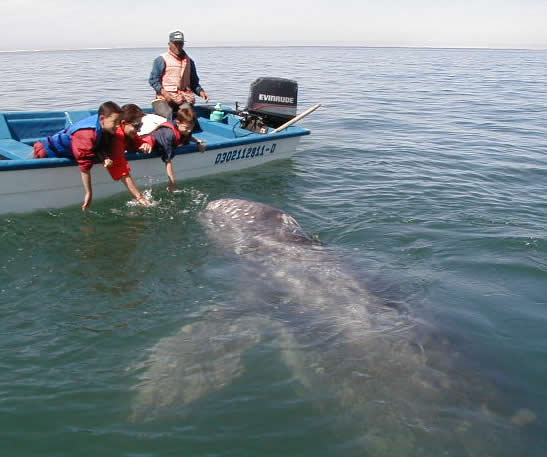
エル・ビスカイノ生物圏保護区における観察業。

本種は、産業としてのホエールウォッチングの起源になった種類である。1950年代のサンディエゴ近郊にて、本種を対象としたツアーが漁師を中心に開催され始めたのがホエールウォッチングの草分けであるとされる。本種はカリフォルニア州の動物に指定されており、長年市民から愛着を持たれてきた事もカリフォルニア州におけるウォッチング業の急速な拡大と成長に影響を与えた可能性が指摘されている。
北米大陸の沿岸各地ではホエールウォッチングが各地で行われており、人気のアトラクションになっている。
世界自然遺産のエル・ビスカイノ生物圏保護区では、クジラが自らボートに近寄ってきて人間との交流を楽しむ事が目立ち、人間とのスキンシップを積極的に行う場合が少なくない。そのため、ここでは（クジラが自ら寄ってくるという条件下に限定しているが）世界で唯一クジラに触れる事が法的に許可されている。

### 飼育

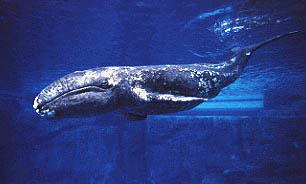
「J.J.」

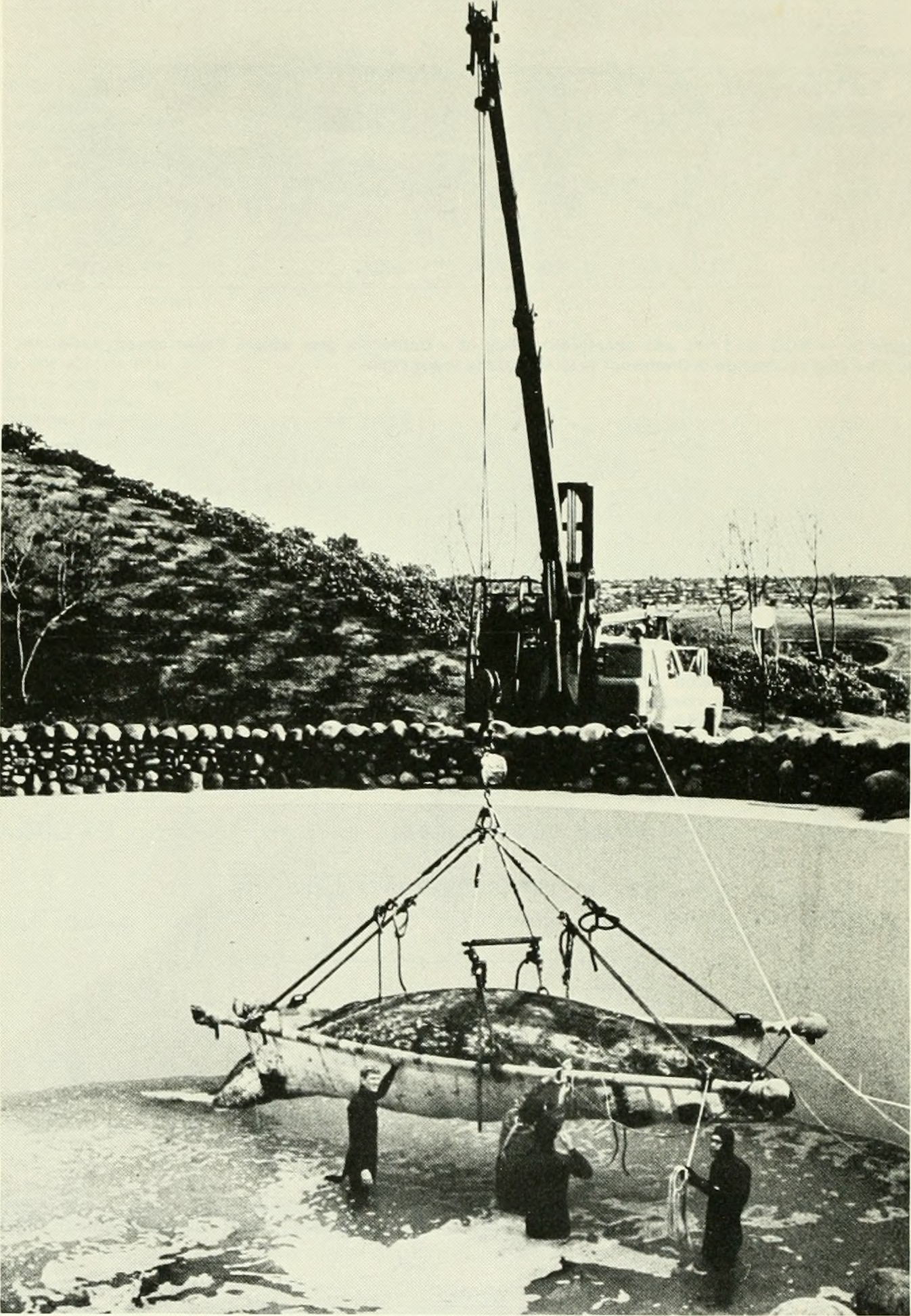
「ギギ」の搬入

コククジラは、ミンククジラやライスクジラ（英語版）と同様に、ヒゲクジラ類では珍しく水族館で飼育された事例が存在する。
これまでに3例が存在し、3頭とも雌ですべてがシーワールド サンディエゴ（英語版）による飼育記録である。
- 1965年にスキャモン・ラグーン（英語版）にて捕獲計画が実行された。日本人の捕鯨業者が起用され、母鯨を殺して残された子供を捕獲した。この雌の子鯨は「ギギ[注釈 31]」と名付けられ、シーワールド サンディエゴに輸送された。しかし、捕獲の際の銛による傷と感染症に苦しみ、約二か月後に死亡した[36]。
- 1971年にやはりシーワールド サンディエゴで飼育するためにスキャモン・ラグーンにて捕獲が行われ、同じく雌の子供が捕獲された。その際、母鯨は子供を守ろうと暴れて何度も船を攻撃し、船が少し損傷したが、最終的には母鯨は逃げ去った。この雌は「ギギ2[注釈 32]」と名付けられ、シーワールド サンディエゴに輸送された。捕獲当時は体長が約5.5メートルだったが、一年間で急激に成長し、飼育設備が間に合わなくなったので放流されたが、親から引き離された子供の放流だったので、ギギ2が生存できたのかは不明である[36][37]。
- 1997年にマリナ・デル・レイに座礁した個体は、海へ戻す努力もされたが失敗し、母鯨も発見できなかったために飼育が決定された。この個体は衰弱していたが回復し、「J.J.」と名付けられ、シーワールド サンディエゴ にて14か月間飼育されて大きな話題と人気を誇った。しかし、成長に伴って飼育環境が限界を迎えたために、アメリカ沿岸警備隊の協力の下で放流された。放流時には体長が9.4メートル、体重が8.7トンに達しており、人類が飼育した生物では世界最大の個体である[135]。

## 関連画像

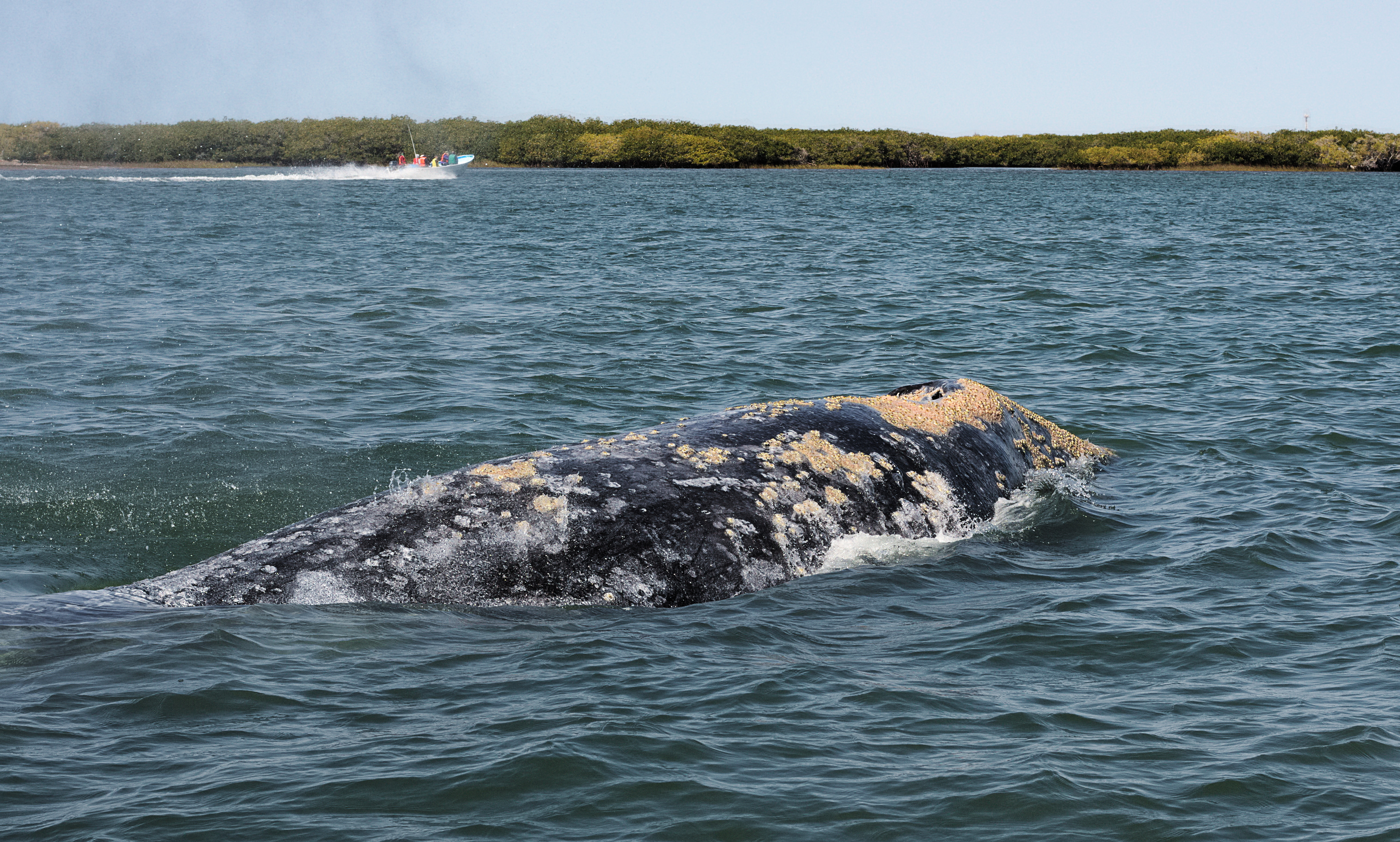
プエルト・アドルフォ・ロペス・マテオス（スペイン語版）にて
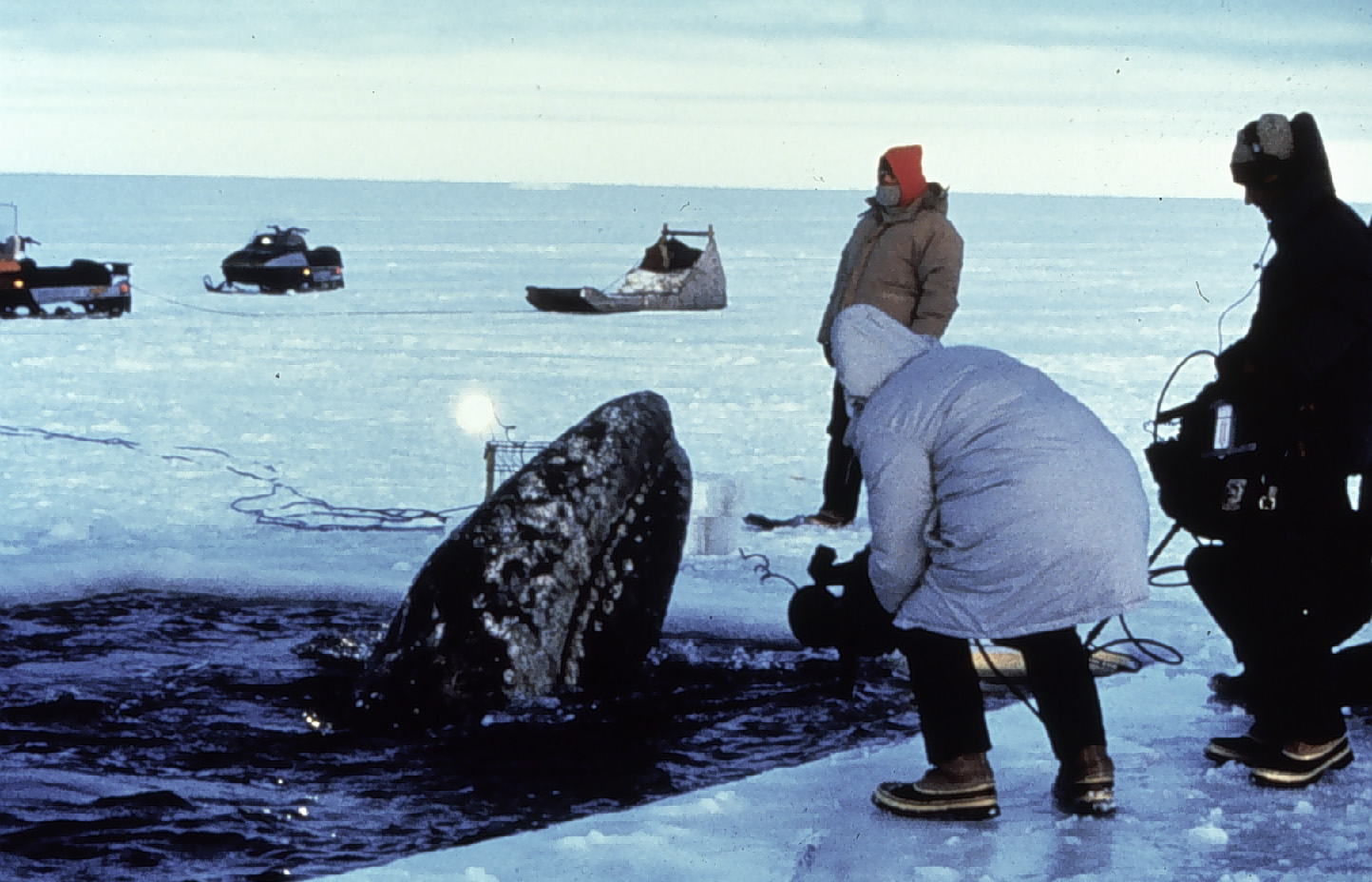
『だれもがクジラを愛してる。』の題材になった救出劇
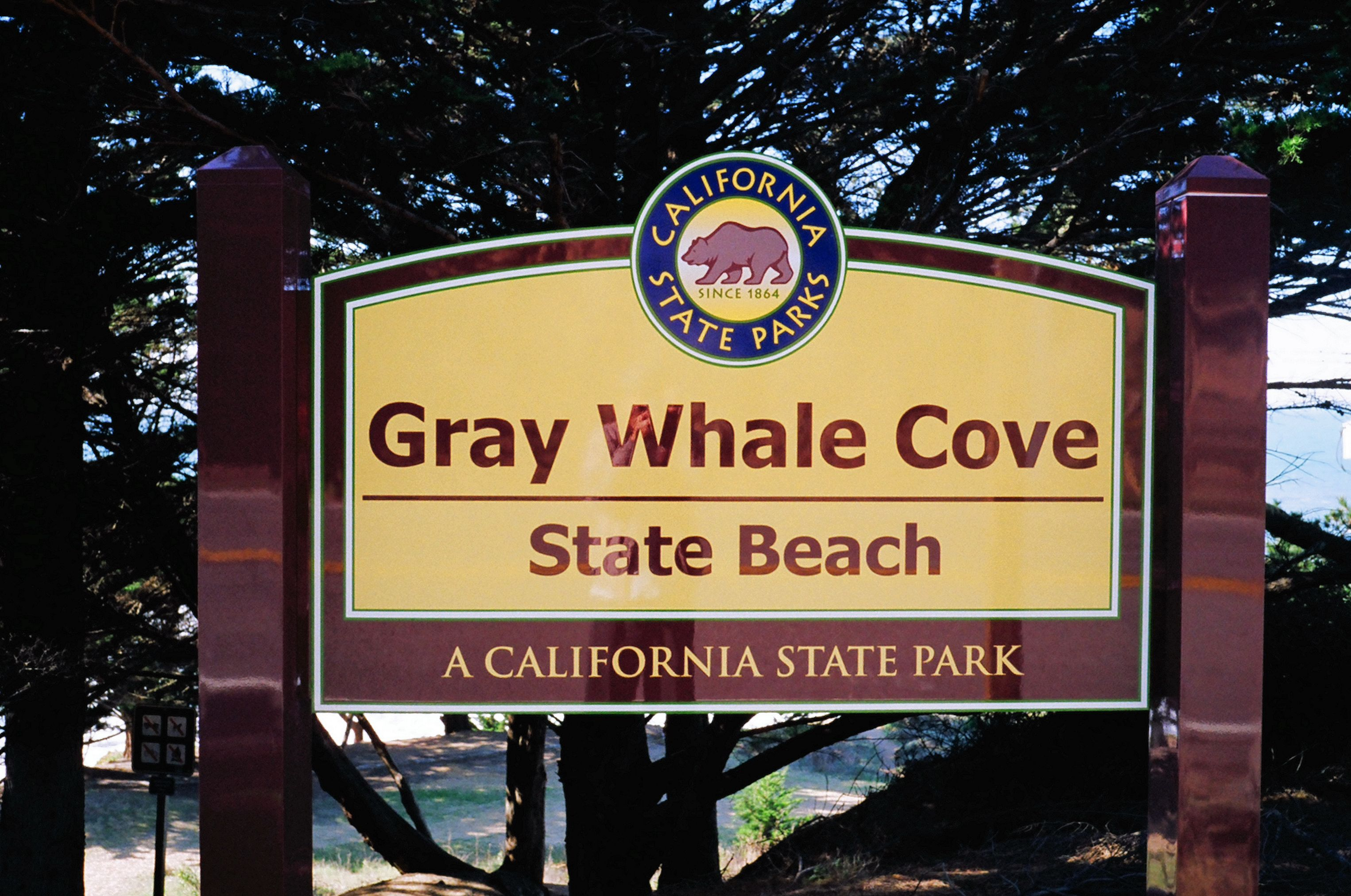
本種に因んで名付けられた州立公園（英語版）。類似した経歴を持つ州立公園は他にも存在する（英語版）。